# Grand Prix de la Somme 2019
Il Grand Prix de la Somme 2019, trentatreesima edizione della corsa, valido come evento dell'UCI Europe Tour 2019, che da questo anno fu declassata a categoria 1.2, si svolse il 12 maggio 2019 su un percorso di 168,6 km con partenza da Abbeville ed arrivo a Doullens. Fu vinto dal francese Lorrenzo Manzin, che terminò la gara in 4h02'30" alla media di 41,715 km/h, davanti ai connazionali Romain Feillu e terzo Rudy Barbier.
Partenza con 99 ciclisti, dei quali 84 completarono la gara.

## Squadre partecipanti
| N.    | Cod. | Squadra                      |
| ----- | ---- | ---------------------------- |
| 1-6   | TDE  | Total Direct Énergie         |
| 7-12  | VCB  | Vital Concept-B&B Hotels     |
| 13-18 | MZN  | Manzana Postobón Team        |
| 19-24 | ICA  | Israel Cycling Academy       |
| 31-36 | AUB  | St Michel-Auber 93           |
| 37-42 | NRL  | Natura4Ever-Roubaix Lille M. |
| 43-48 | CCD  | Differdange-GeBa             |
| 49-54 | FRA  | Selezione militare francese  |
| 55-60 |      | CC Nogent-sur-Oise           |

| N.      | Cod. | Squadra                          |
| ------- | ---- | -------------------------------- |
| 61-66   |      | CC Villeneuve-Saint-Germain      |
| 67-72   |      | VC Rouen 76                      |
| 73-78   |      | Team Peltrax-CS Dammarie-lès-Lys |
| 79-84   |      | SCO Dijon-Team Material-velo.com |
| 85-90   |      | Dunkerque Littoral Cyclisme      |
| 91-96   |      | Creuse Oxygène Guéret            |
| 97-102  |      | ESEG Douai-Origine Cycles        |
| 103-108 | TIS  | Tarteletto-Isorex                |

## Ordine d'arrivo (Top 10)
| Pos. | Corridore          | Squadra       | Tempo    |
| ---- | ------------------ | ------------- | -------- |
| 1    | Lorrenzo Manzin    | Vital Concept | 4h02'30" |
| 2    | Romain Feillu      | Auber         | s.t.     |
| 3    | Rudy Barbier       | Natura4Ever   | s.t.     |
| 4    | Mihkel Räim        | Israel        | s.t.     |
| 5    | Maxime Farazijn    | Villeneuve    | s.t.     |
| 6    | Bryan Alaphilippe  | Peltrax       | s.t.     |
| 7    | Rudy Barbier       | Israel        | s.t.     |
| 8    | Adrien Petit       | Total Direct  | s.t.     |
| 9    | Jordan Parra       | Postobón      | s.t.     |
| 10   | Corentin Ermenault | Vital Concept | s.t.     |